# 自然と人間の共生
自然と人間の共生（しぜんとにんげんのきょうせい）、あるいは「環境と人間の共生」とは、環境問題における、思想、主義であり、またテーマとして扱われる事柄である。これまでが人間中心の行動や考え方であったとしてそれを転換し、自然・環境と「共生」していく、とする。実際には「共生」にはいろいろな考え方があり、その程度もさまざまである。
生態学で言う共生（相利共生）からヒントを得た発想と思われるが、それとは異なる。自然・環境と人間が相互に利益を受ける関係ではない。
20世紀前半の早い時期より、環境問題のテーマとなってきた経緯がある。特に20世紀後半からは、都市計画、農業、ライフスタイル、企業や諸組織の理念、イベントのテーマにまで取り入れられるようになった。特に1990年に開催された国際花と緑の博覧会が、従来の時代の成果を展示してきた博覧会とは一線を画し「自然と人間との共生」というテーマで開催された。
自然と人間の共生は人文科学や環境社会学では「共存」という言葉も用い、自然環境を環境財と位置づけるが、その顕彰例としてユネスコの世界遺産における文化的景観という概念がある。「自然と人間の共同作品（combined works of nature and of man）」を主題に、人間も生物多様性の一つであることを顕彰している。